# Mario Santiago Papasquiaro
Mario Santiago Papasquiaro   (Ciutat de Mèxic, 24 de desembre de 1953 - Ciutat de Mèxic, 10 de gener de 1998), nom artístic de José Alfredo Zendejas Pineda, va ser un poeta mexicà, autor de nombrosos poemes però que va publicar poc en vida, fundador al costat de Roberto Bolaño del moviment infrarrealista.

## Publicacions

### Llibres
- 1995 -Beso eterno
- 1996 - Aullido de cisne. (Editorial Al este del paraíso).
- 2008 - Jeta de santo. Antología poética 1974-1977. (Fondo de Cultura Económica, recull de Rebeca López i Mario Raúl Guzmán ISBN 843-750-617-4).
- 2008 - Respiración del laberinto.

### En antologies
- 1976 - Pájaro de calor, ocho poetas infrarrealistas (Asunción Sanchís, Lora del Río)
- 1979 - Bolaño, Roberto. Muchachos desnudos bajo el arcoiris de fuego. Once jóvenes poetas latinoamericanos, 1a ed., Mèxic, Editorial Extemporáneos.

### En revistes literàries
- 1976 - Plural, n. 61 (Ciutat de Mèxic, octubre)
- 1976 - Plural, n. 63, «Seis jóvenes infrarrealistas mexicanos» (Ciutat de Mèxic, desembre)
- 1977 - Correspondencia infra, revista menstrual del movimiento infrarrealista, n. 1, octubre / novembre.

### Com a editor
- 1974 - Zarazo 0: Objeto gráfico palpable de pretensiones combustibles, n. 0 (Ciutat de Mèxic, gener)